# Lussekatt
I lussekatter (sing.: lussekatt, letteralmente: "gatto di Lucia"), dövelskatter o dyvelkatter ("gatti del diavolo"), sono delle brioches natalizie svedesi a base di uvetta e zafferano, che vengono tradizionalmente serviti il 13 dicembre, giorno di Santa Lucia.
Si presentano solitamente a forma di "s" (in ricordo di alcuni motivi dell'Età del Bronzo), ma possono avere anche altre forme.

## Storia
I lussekatter sono legati ad altri dolci (i cosiddetti "pani di Jul") che venivano consumati in occasione della festa pagana del solstizio d'inverno.
Secondo l'interpretazione cristiana, la tradizione viene fatta derivare da una leggenda diffusa in Germania nel XVII secolo, secondo la leggenda il diavolo era apparso sotto forma di gatto mentre Gesù Bambino stava offrendo delle focaccine a un bambino buono.
La tradizione di consumare i lussekatter ebbe inizio in Svezia nel XVII secolo.

## Preparazione

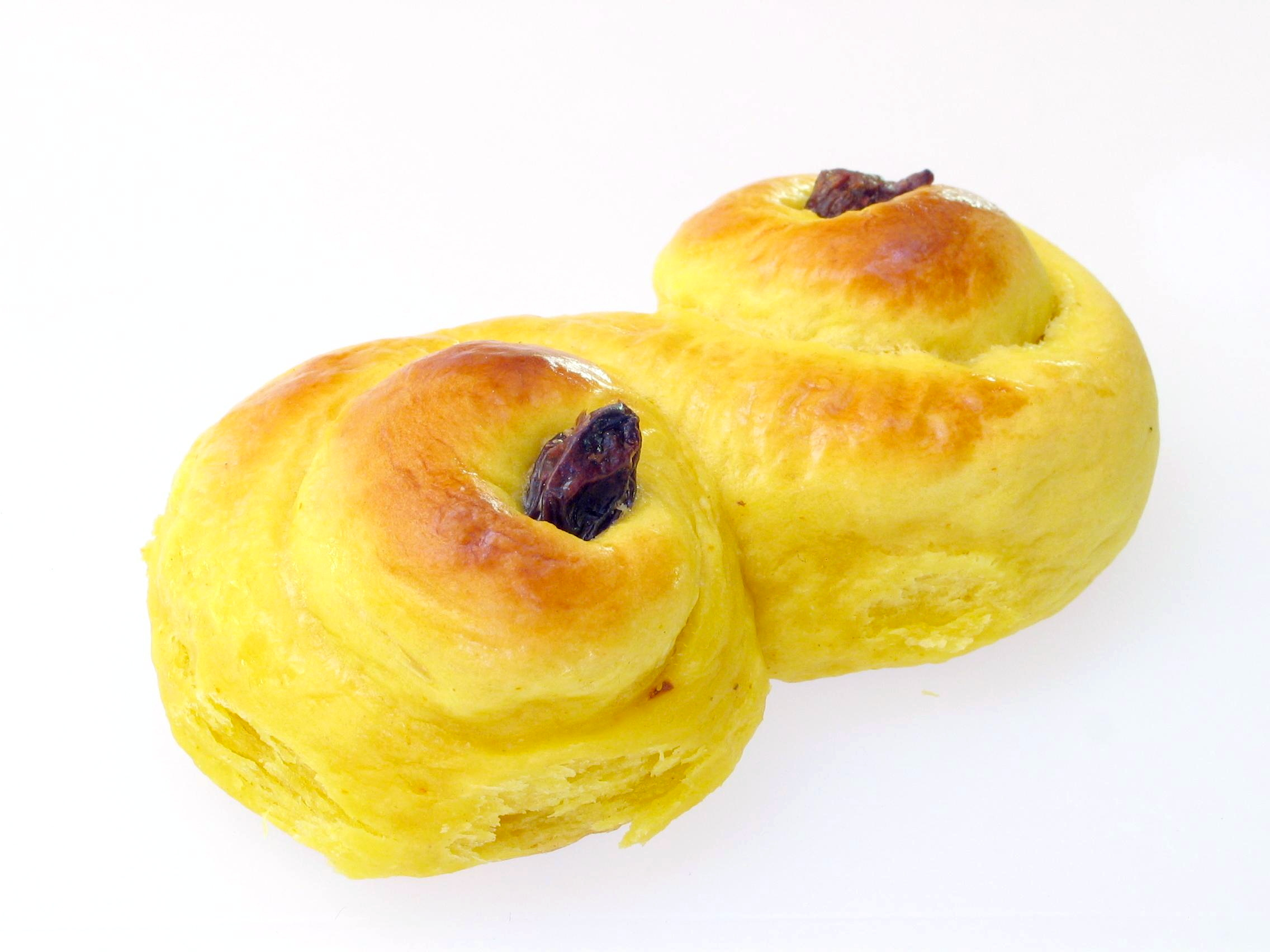
Il dolce Lussekatt è tipico della festa di Santa Lucia

Gli ingredienti principali sono:
- Burro
- Latte
- Lievito
- Farina bianca
- Sale
- Zucchero
- Zafferano
- Uvetta

L'impasto dev'essere cotto a 225°.

## Tradizioni
I lussekatter vengono solitamente serviti dalle ragazze vestite da Santa Lucia.
Si usa spesso disporne due lussekatter a forma di "s" in modo tale da formare una croce.